# Long Daoyi
Long Daoyi (chinesisch 龙道一, Pinyin Lóng Dàoyī; * 6. März 2003 in Guizhou) ist ein chinesischer Wasserspringer.

## Erfolge
Long Daoyi gelangen seine ersten internationalen Erfolge im Weltcup 2023, als er im Synchronspringen vom Drei-Meter-Brett zweimal Gold gewann. Bei den Weltmeisterschaften 2023 in Fukuoka belegte er im Kunstspringen vom Drei-Meter-Brett den dritten Platz, während er mit Wang Zongyuan im Synchronspringen den Titel gewann. Die beiden verteidigten ein Jahr darauf in Doha erfolgreich ihren Titel.
Bereits mit dem Gewinn der Weltmeisterschaften 2023 qualifizierte er sich für das Synchronspringen vom Drei-Meter-Brett bei den Olympischen Spielen 2024 in Paris. In dem olympischen Wettkampf gelang es Long und Wang Zongyuan in den insgesamt sechs Sprüngen viermal die höchste Wertung zu erzielen. Mit 446,10 Punkten gewannen sie den Wettbewerb, womit die beiden Olympiasieger wurden und die Goldmedaille erhielten. Auf Rang zwei folgten die Mexikaner Juan Celaya und Osmar Olvera mit 444,03 Punkten, Rang drei belegten die Briten Anthony Harding und Jack Laugher mit 438,15 Punkten.